# Arnošt Hájek
Arnošt Hájek (* 19. dubna 1941, Přívlaky) je bývalý československý biatlonista.

## Lyžařská kariéra
Na XI. ZOH v Sapporu skončil v závodě jednotlivců na 20 km na 39. místě a ve štafetě na 12. místě. Závodil za RH Harrachov.